# Vitgrund, Kyrkslätt
Vitgrund är en ö i Finland. Den ligger i Finska viken och i kommunen Kyrkslätt i den ekonomiska regionen  Helsingfors i landskapet Nyland, i den södra delen av landet. Ön ligger omkring 42 kilometer sydväst om Helsingfors.
Öns area är 2,1 hektar och dess största längd är 280 meter i sydväst-nordöstlig riktning. Ön höjer sig omkring 5 meter över havsytan.